# تپه قلایوسف
تپه قلا یوسف مربوط به عصر مفرغ - دوره اشکانیان - دوره ساسانیان - دوران‌های تاریخی پس از اسلام است و در شهرستان کوهدشت، بخش طرهان، دهستان طرهان، ۳۰۰ متری شمال شرق روستای یوسف آباد واقع شده و این اثر در تاریخ ۲۸ اسفند ۱۳۸۵ با شمارهٔ ثبت ۱۸۴۲۶ به‌عنوان یکی از آثار ملی ایران به ثبت رسیده است.